# Sabrina Poulin
Pour les articles homonymes, voir Poulin.
Pas d'image ? Cliquez ici

a Compétitions nationales et continentales officielles uniquement.

b Matchs officiels uniquement.
Sabrina Poulin, née le 10 mars 1992 à Saint-Georges (Canada), est une joueuse internationale canadienne de rugby à XV et internationale de rugby à sept évoluant au poste d'ailière.

## Biographie
Sabrina Poulin naît le 10 mars 1992, à Saint-Georges (Québec).
À seize ans, elle commence le rugby à XV avec les Dragons de la Polyvalente de Saint-Georges qui viennent de monter leur première équipe féminine. Elle joue ensuite pendant deux saisons aux Condors du Cégep Beauce-Appalaches. Puis, elle dispute quatre saisons avec le Vert & Or de l'Université de Sherbrooke et une saison avec les Carabins de Montréal de l'Université de Montréal.
De septembre 2019 à mars 2020, elle joue pour le club français du Lille Métropole rugby club villeneuvois.
Toujours en 2020, elle rejoint ensuite le Stade rennais rugby jusqu'au mois de décembre,,.
Elle joue en 2022 pour le club de Town of Mout Royal RFC à Toronto. Elle compte 9 sélections en équipe du Canada quand elle est retenue en septembre 2022 pour disputer sous les couleurs de son pays la Coupe du monde en Nouvelle-Zélande.
En début d'année 2023, elle rejoint le club espagnol de Eibar RT (en).
À l'automne 2023, elle participe dans ce même pays au WXV sous les couleurs du Canada.
Au mois d'avril 2024, elle est retenue pour disputer les Pacific Four Series. Elle remporte la compétition après avoir battu la Nouvelle-Zélande à Christchurch pour la première fois de leur histoire.

## Palmarès
- Vainqueur des Pacific Four Series en 2024.